# Osteocephalus
Osteocephalus – rodzaj płazów bezogonowych z podrodziny Hylinae w obrębie rodziny rzekotkowatych (Hylidae).

## Zasięg występowania
Rodzaj obejmuje gatunki występujące w przybrzeżnej, północnej Ameryce Południowej w Wenezueli i Gujanie do ujścia Amazonki i północno-wschodniej Brazylii (Piauí) na wschodzie, do środkowej Brazylii (Mato Grosso) i środkowej Boliwii na południu, do wschodnich zboczy Andów od Boliwii do Kolumbii do około 2000 m n.p.m.

## Systematyka

### Etymologia
Osteocephalus: gr. οστεον osteon „kość”; -κεφαλος -kephalos – -głowy, od κεφαλη kephalē „głowa”.

### Podział systematyczny
Do rodzaju należą następujące gatunki:

- Osteocephalus alboguttatus (Boulenger, 1882)
- Osteocephalus buckleyi (Boulenger, 1882)
- Osteocephalus cabrerai (Cochran & Goin, 1970)
- Osteocephalus camufatus Jungfer, Verdade, Faivovich & Rodrigues, 2016
- Osteocephalus cannatellai Ron, Venegas, Toral, Read, Ortiz & Manzano, 2012
- Osteocephalus carri (Cochran & Goin, 1970)
- Osteocephalus castaneicola Moravec, Aparicio, Guerrero-Reinhard, Calderón, Jungfer & Gvoždík, 2009
- Osteocephalus deridens Jungfer, Ron, Seipp & Almendáriz, 2000
- Osteocephalus duellmani Jungfer, 2011
- Osteocephalus festae (Peracca, 1904)
- Osteocephalus fuscifacies Jungfer, Ron, Seipp & Almendáriz, 2000
- Osteocephalus helenae (Ruthven, 1919)
- Osteocephalus heyeri Lynch, 2002
- Osteocephalus leoniae Jungfer & Lehr, 2001
- Osteocephalus leprieurii (A.M.C. Duméril & Bibron, 1841) – kostogłówka gujańska[7]
- Osteocephalus melanops Melo-Sampaio, Ferrão & Moraes, 2021
- Osteocephalus mimeticus (Melin, 1941)
- Osteocephalus mutabor Jungfer & Hödl, 2002
- Osteocephalus omega Duellman, 2019
- Osteocephalus oophagus Jungfer & Schiesari, 1995 – kostogłówka jajożerna[7]
- Osteocephalus planiceps Cope, 1874
- Osteocephalus sangay Chasiluisa, Caminer, Varela-Jaramillo & Ron, 2020[8]
- Osteocephalus subtilis Martins & Cardoso, 1987
- Osteocephalus taurinus Steindachner, 1862
- Osteocephalus vasquezi Venegas, García Ayachi, Toral, Malqui & Ron, 2023
- Osteocephalus verruciger (Werner, 1901)
- Osteocephalus vilarsi (Melin, 1941)
- Osteocephalus yasuni Ron & Pramuk, 1999